# Rudolf Schadow
Karl Zeno Rudolf (Ridolfo) Schadow (Roma, 9 de julho de 1786 — 31 de janeiro de 1822) foi um escultor alemão.

## Biografia
Rudolf Schadow era o filho mais velho do mestre Johann Gottfried Schadow e seus primeiro ensinamentos artísticos foram-lhe fornecidos pelo seu pai na cidade de Berlim. Em 1810, viajou para Roma, acompanhado por seu irmão Friedrich Wilhelm Schadow, onde desfrutou da ajuda dos artistas Canova e Thorvaldsen. Seus talentos eram versáteis; sua primeira obra independente foi uma figura de Paris, acompanhada por uma fiandeira.
Adepto do catolicismo, esculpiu estátuas de João Batista e da "Virgem e o Menino". Na Inglaterra, tornou-se conhecido pelos seus baixos-relevos produzidos para o Duque de Devonshire e para o Marquês de Lansdowne.
Sua última composição, encomendada pelo rei da Prússia e intitulada "Aquiles com o corpo de Pentesiléia", não foi trasladada para o mármore em decorrência da morte de Schadow em 1822.

## Galeria

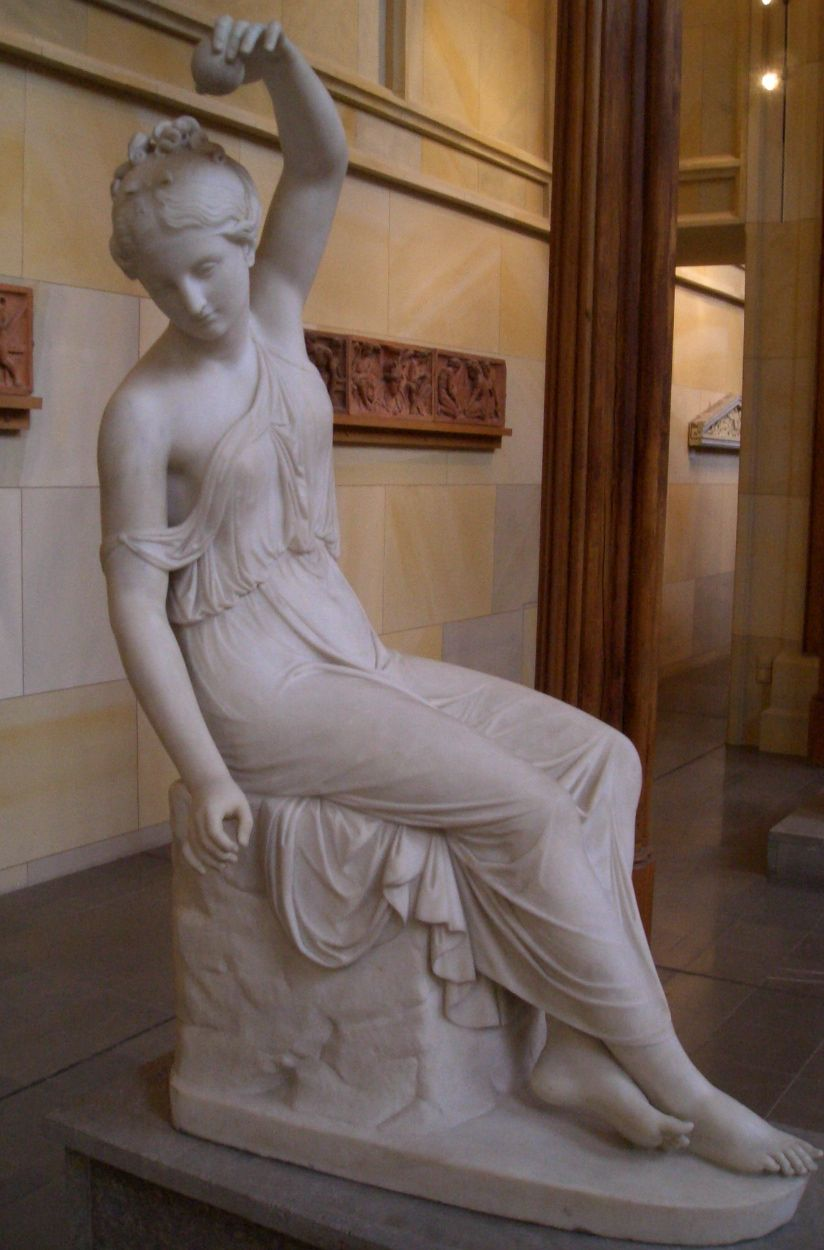
Fiandeira.
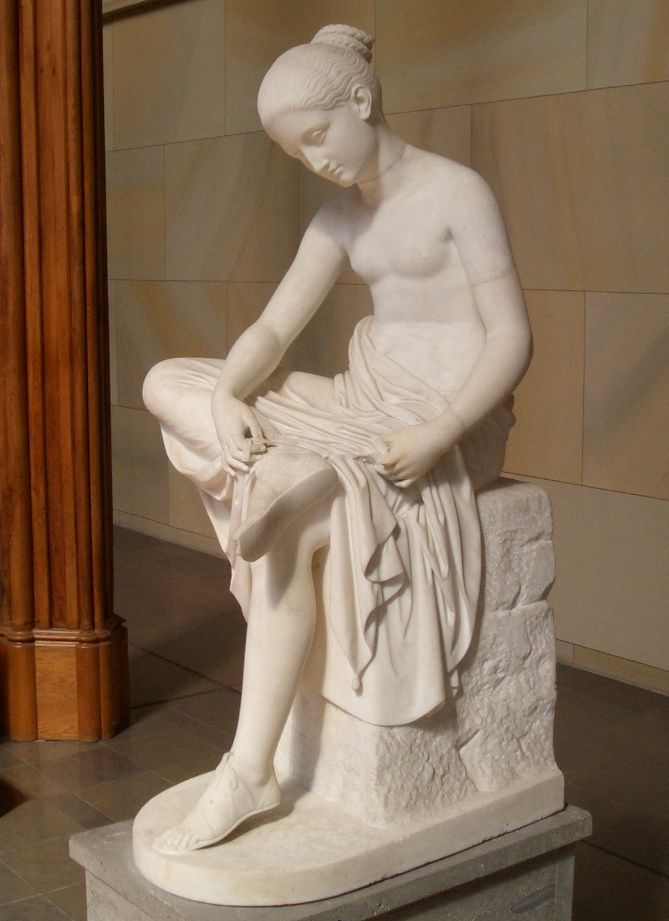
Sandalenbinderin.